# Symi
Symi (griego moderno Σύμη, Symi o Simi) es una isla griega del archipiélago del Dodecaneso, a 41 km al noroeste de Rodas, a 425 km de El Pireo, y se halla muy cerca de la costa turca, al sur de la ciudad de Cnido. En las fuentes antiguas se la conoce como Sime.

## Geografía
Su superficie es 58,10 km². La isla es montañosa, el interior está salpicado de pequeños valles y su litoral alterna acantilados y calas.
Las penínsulas turcas de Datça y de Bozburun de la provincia de Muğla, están muy próximas a Symi.
La capital, Symi, está situada en la costa noroeste y agrupa la mayor parte de los 2606 habitantes de la isla, que viven principalmente de la pesca, del comercio y del turismo. La población se multiplica en la temporada alta, de mayo a octubre, hasta alcanzar más de 6000 residentes.

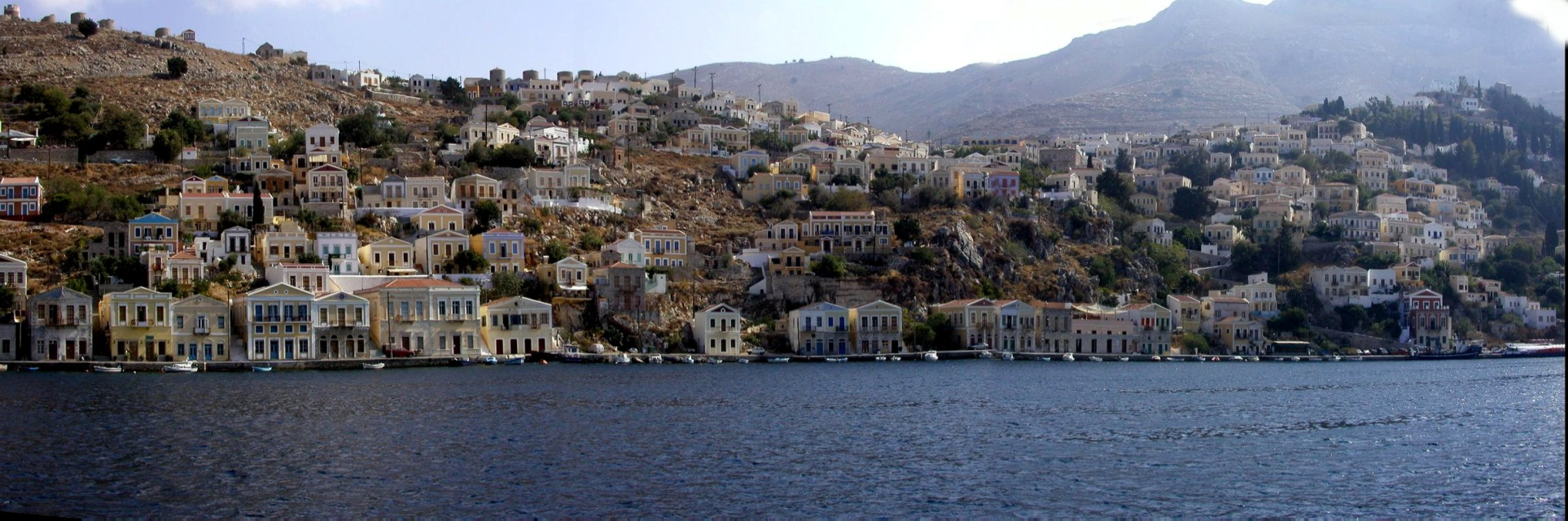
Panorámica de la ciudad de Symi.

La ciudad de Symi es llamada también Ano Symi, y Epáno Symi, pero es más comúnmente conocida como Yialos. 
El resto de localidades principales de la isla son Horio («la ciudad»), Pedi, Nimborio, y Panormitis, donde se asienta el famoso monasterio al cual mucha gente de toda Grecia acude en peregrinación cada año para visitarlo. 
Además de sus numerosos lugares históricos, la isla es popular por sus soleadas playas únicamente accesibles desde el mar.
Está rodeada de numerosas islas pequeñas e islotes deshabitados: Gialesíno, Diavátes, Kouloúndros, Marmarás, Nímos, Sesklío, Chondrós, Plati, Ghi, Koupi, Megalonisi, Karavalonisi, Pano Nero, Strogglios, etcétera.

## Mitología
En la mitología griega, Sime es el lugar de nacimiento de las Cárites y adoptó su nombre de una de las esposas de Poseidón: la ninfa Sime.
Esteban de Bizancio dice que antiguamente se llamaba Metapóntide y Egle, y el nombre de Sime le fue dado por una hija de Ialiso, el primer habitante de la isla, junto con Ctonio, hijo de Poseidón. 
En la guerra de Troya participó el héroe Nireo, natural de Sime, con tres barcos.

## Historia

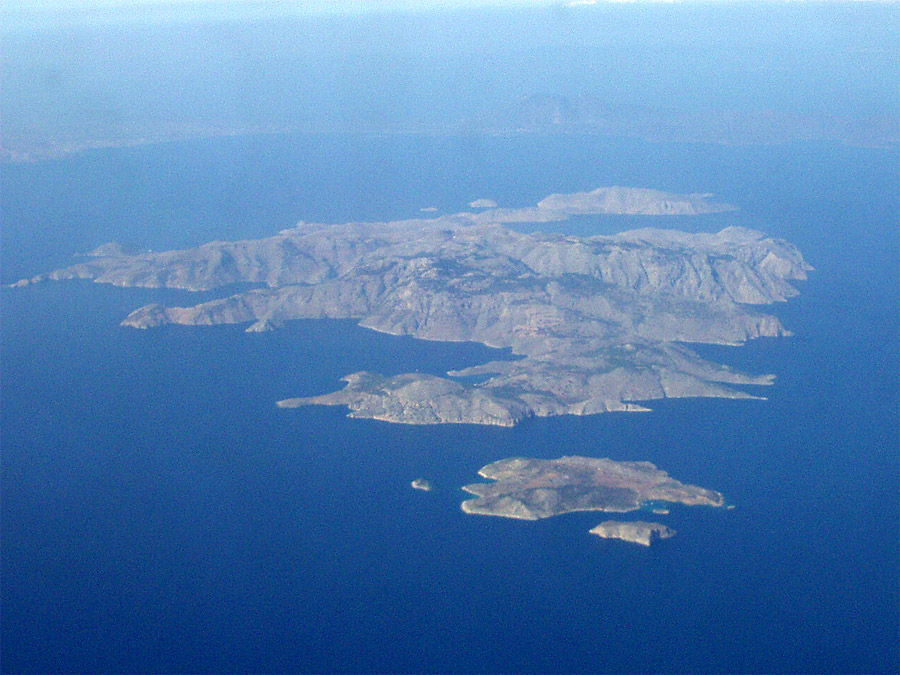
Vista aérea hacia el norte de la isla de Symi y de los islotes próximos, al fondo la costa turca.

Según una tradición relatada por Diodoro Sículo, la isla fue poblada por hombres llegados con Tríopas conducidos por un hijo de Poseidón y de la ninfa Sime llamado Ctonio. Después del reinado de Nireo y de la guerra de Troya fue ocupada por los carios, quienes la abandonaron debido a una serie de sequías y se retiraron a Uranio. La isla estuvo deshabitada hasta que Argos, Esparta, Cnido y Rodas la repoblaron. Sus habitantes vivían en una ciudad del mismo nombre que la isla, que formó parte de la liga de Delos puesto que aparece en los registros de tributos a Atenas entre los años 434/3 y 429/8 a. C.
Tucídides relata un episodio de la guerra del Peloponeso: la Batalla de Symi, que se desarrolló cerca de la isla en enero de 411 a. C. y en la que un número impreciso de barcos espartanos derrotó a un escuadrón de naves atenienses.
Olvidada hasta el siglo XIV, durante el Imperio romano, después el bizantino, la isla, sin embargo, ha estado ocupada sin interrupción, como atestiguan los restos arqueológicos y sobre todo las ciudadelas, prueba de la importancia estratégica de la isla. 
En 1373, fue conquistada por los Caballeros Hospitalarios. Esta conquista motivada por el comercio, inauguró un periodo de varios siglos de prosperidad para Symi, que fue el centro del comercio del Dodecaneso hasta la llegada del ferrocarril en el siglo XIX.
En 1522, Symi, como Rodas, pasó a manos del Imperio otomano. Pudo conservar varios de sus privilegios y su prosperidad no fue interrumpida. 
A mitad del siglo XIX, alcanzó su cenit, como testimonian las casas solariegas neoclásicas construidas en esta época y que cubren las pendientes de la ciudad de Symi. En esta época en la isla era común el comercio de esponjas marinas recogidas por inmersión a pulmón libre, pero desde la llegada a la isla del primer buzo en 1863, se esquilmó el fondo marino hasta la casi total desaparición de las esponjas hacia 1960. 
En el curso del siglo XX, la isla, con el resto del Dodecaneso, cambió varias veces de manos: en 1912 comenzó la ocupación italiana que desembocó en anexión en 1923, después la énosis (unión) con Grecia en 1948.
La isla tenía ocho puertos. De la ciudad homónima quedan algunos restos.

## Monumentos y lugares de interés

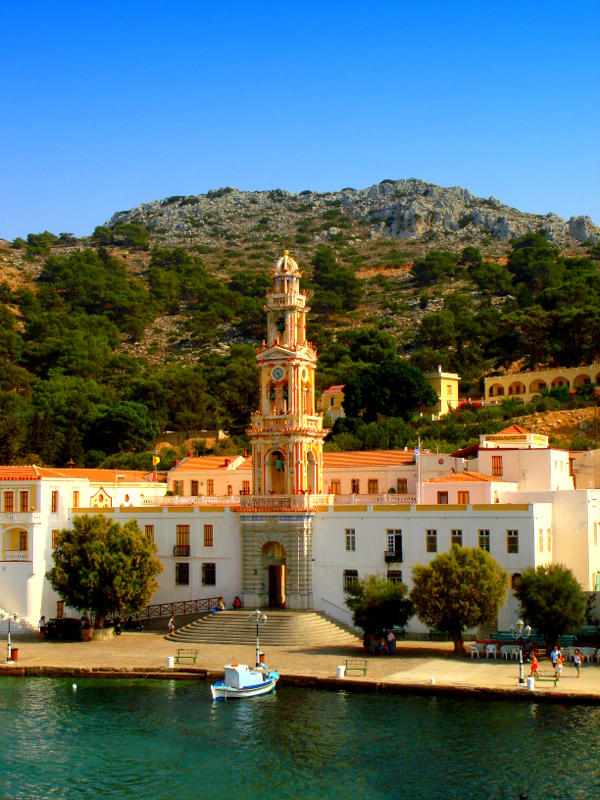
El monasterio del Arcángel Miguel Panormitis

- El monasterio ortodoxo del Arcángel Miguel Panormitis, construido en el siglo XVIII, está todavía habitado.
- El «castillo de los Caballeros» construido por los Caballeros Hospitalarios en las alturas de la ciudad de Symi, en el emplazamiento de un fuerte bizantino. En el castillo se encuentra el museo arqueológico.
- Las capillas e iglesias que salpican la ciudad de Ano Simi, que datan de la época bizantina, como Aghios Georgios y Metamorfosis.
- El puerto de Emborios (o Nimborio) y sus antiguas murallas y talleres de artesanos, cubiertos por doce cúpulas.